# Aselliscus tricuspidatus
Aselliscus tricuspidatus је сисар из реда слепих мишева (Chiroptera). 

## Угроженост
Ова врста је наведена као последња брига, јер има широко распрострањење и честа је врста.

## Распрострањење
Ареал врсте покрива средњи број држава. 
Врста је присутна на Соломоновим острвима, Вануатуу, Индонезији, Папуи Новој Гвинеји и Новој Ирској.

## Станиште
Врста је присутна на подручју острва Нова Гвинеја. 